# Monestir de Hakhpat
El monestir de Hakhpat és al nord d'Armènia, a la província de Lorí, dins del terme d'Alaverdi, a uns 12 km d'aquesta ciutat, en una altiplà elevat sobre la ciutat i el riu, que es troben al fons de la vall. El lloc va ser declarat Patrimoni de la Humanitat el 1996, junt amb el proper monestir de Sanahín, formant un conjunt monumental de primera fila a Armènia.
D'una manera paral·lela al que va passar a Sanahín, en la fundació hi va intervenir la reina Khosrovanuysh, esposa d'Asoci III. Fou un gran centre literari, i tenia molts territoris sota el seu domini, fins que foren confiscats per l'Imperi Rus, al segle xix.

## L'església de Surb Nshan
L'església de Surb Nshan és la més important del complex monàstic i la primera que s'hi va aixecar. La fundació es va fer a iniciativa de la reina Khosrovanuysh, que deu anys abans havia inaugurat una altra església similar a Sanahín. La construcció es va desenvolupar entre els anys 976 i 991; fou dedicada als seus fills: Simbaci i Gurguèn, que figuren representats en un relleu a la façana oriental, amb un model de l'església a les mans, inspirat en una obra del mateix tipus, a Sanahín. La construcció ha estat atribuïda a l'arquitecte Trdat. L'interior estava decorat amb pintures murals, ara molt deteriorades. L'absis fou pintat al fresc dos cops, la darrera vegada a mitjan segle xiii.
Exteriorment és de planta rectangular, interiorment és de nau única, amb creuer i tancada per un absis a llevant, una porta a ponent i una altra al nord, que dona pas a la galeria que separa aquesta església de l'Hamazasp. Des de la zona absidal hom accedeix a unes capelles annexes, dissimulades en el gruix del mur. L'encreuament de la nau amb el transsepte està cobert per una cúpula interiorment semiesfèrica sobre un tambor circular. Exteriorment la coberta és cònica.
Com és habitual en les esglésies armènies, està precedida per una gavit, que es va aixecar molt més tard, el 1185. Inicialment era una galeria sepulcral: té una inscripció on Mariam, filla del rei Geurike III, fa una dedicatòria d'aquesta construcció, una mena de panteó familiar de la dinastia dels Korikian. Aquest atri fou ampliat cap al 1210. Davant de l'església hi ha un espai cobert amb dues parelles d'arcs encreuats, de grans dimensions. Al centre es troba una llanterna que deixa passar una mica de llum. Aquests arcs reposen en els murs laterals, la mateixa façana de l'església i dues columnes, que separen aquest cos d'una nau paral·lela a la façana. Té dues petites cambres annexes, de dues plantes, amb absis semicirculars. El paviment està recobert de làpides sepulcrals.
L'església té unes galeries a llevant i al nord, aquesta última la separa de l'Hamazasp. És una mena de galeria funerària. És aquí on es conserva el khachkar ('creu de pedra') conegut com a Amenaprkich (1273).

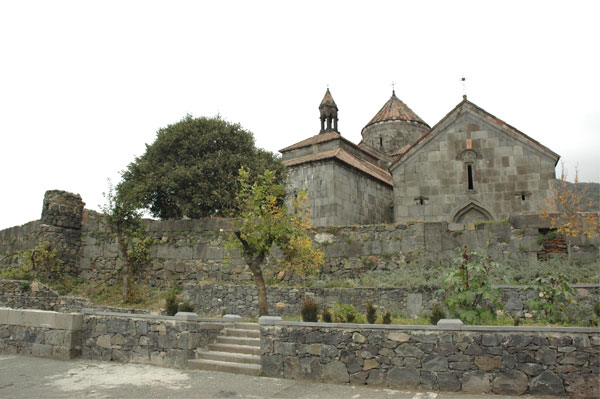
Monestir de Hakhpat
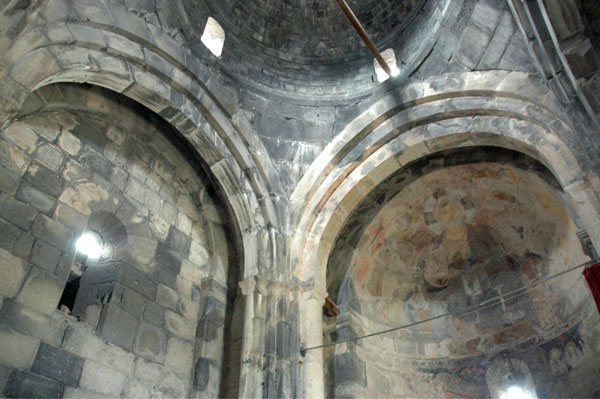
Interior de l'església de Surb Nshan, amb les pintures murals
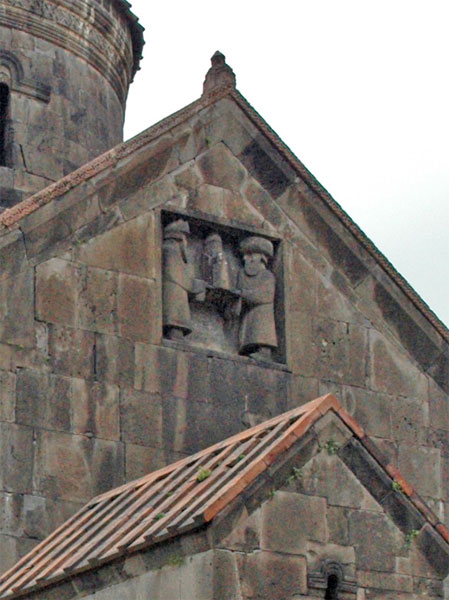
Relleu a la part posterior de l'església, amb els fundadors
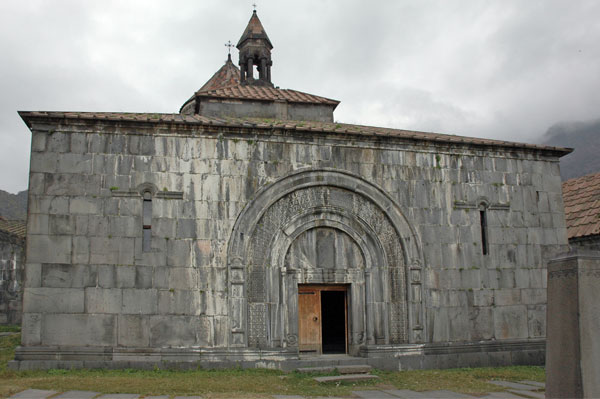
El gavit de l'església
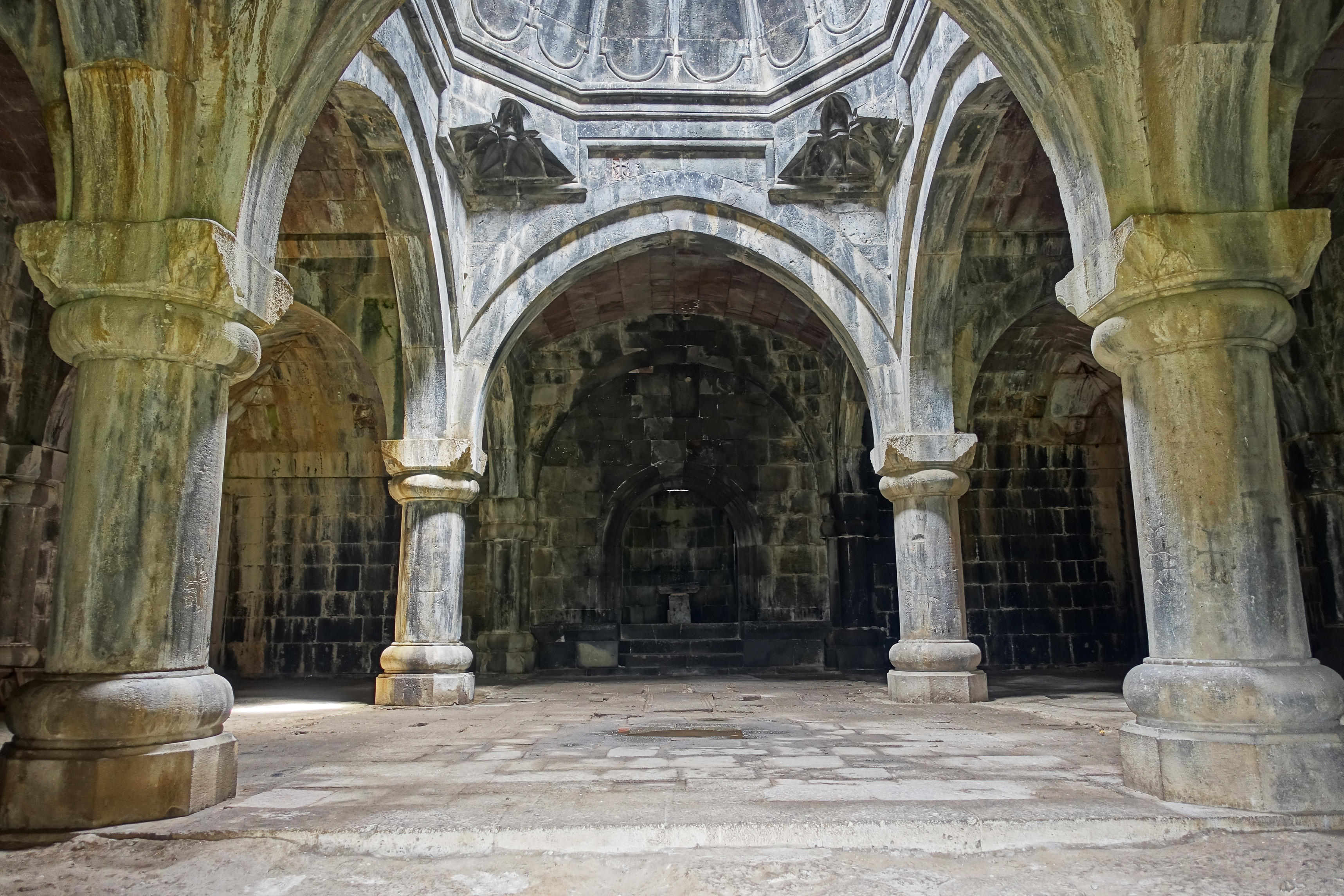
El gavit
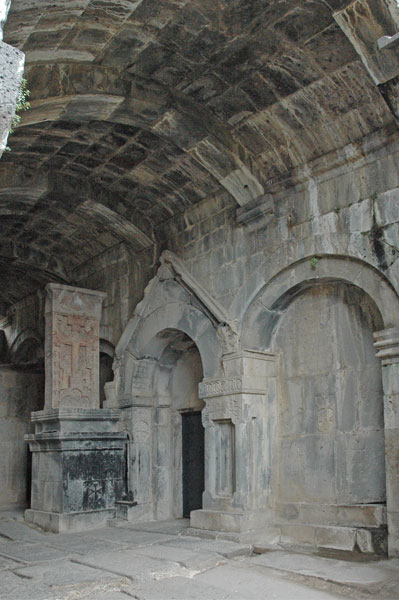
Galeria al nord de l'església
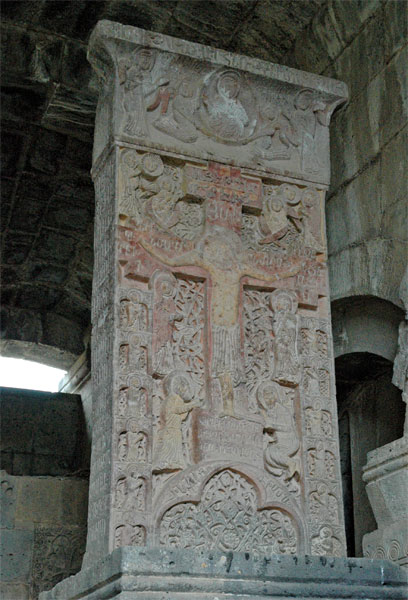
Khachkar d'Amenaprkich
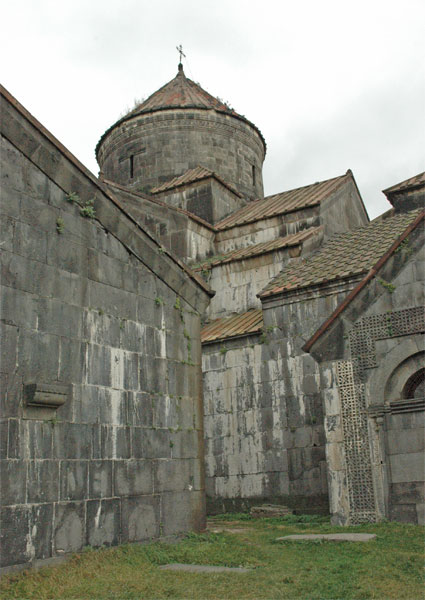
L'església de Surb Nsham

## Església de Sant Gregori

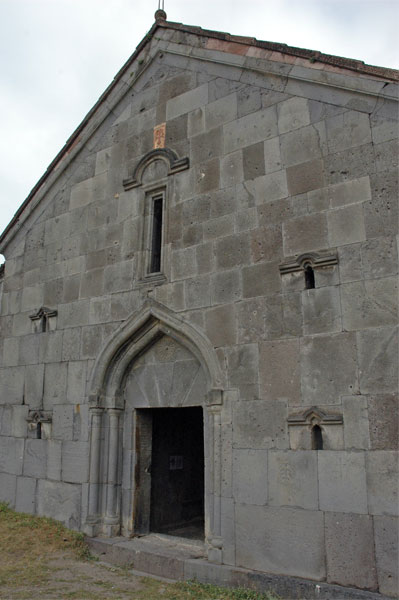
L'església de Sant Gregori

La petita església de Sant Gregori és al sud de l'anterior. Es va aixecar el 1005 i es va refer el 1211. Es tracta d'un edifici exteriorment de planta rectangular i de forma de creu a l'interior, amb quatre cambres annexes. Està desproveïda de gavit. La coberta és de dos vessants, molt simple.

## Església de la Mare de Déu

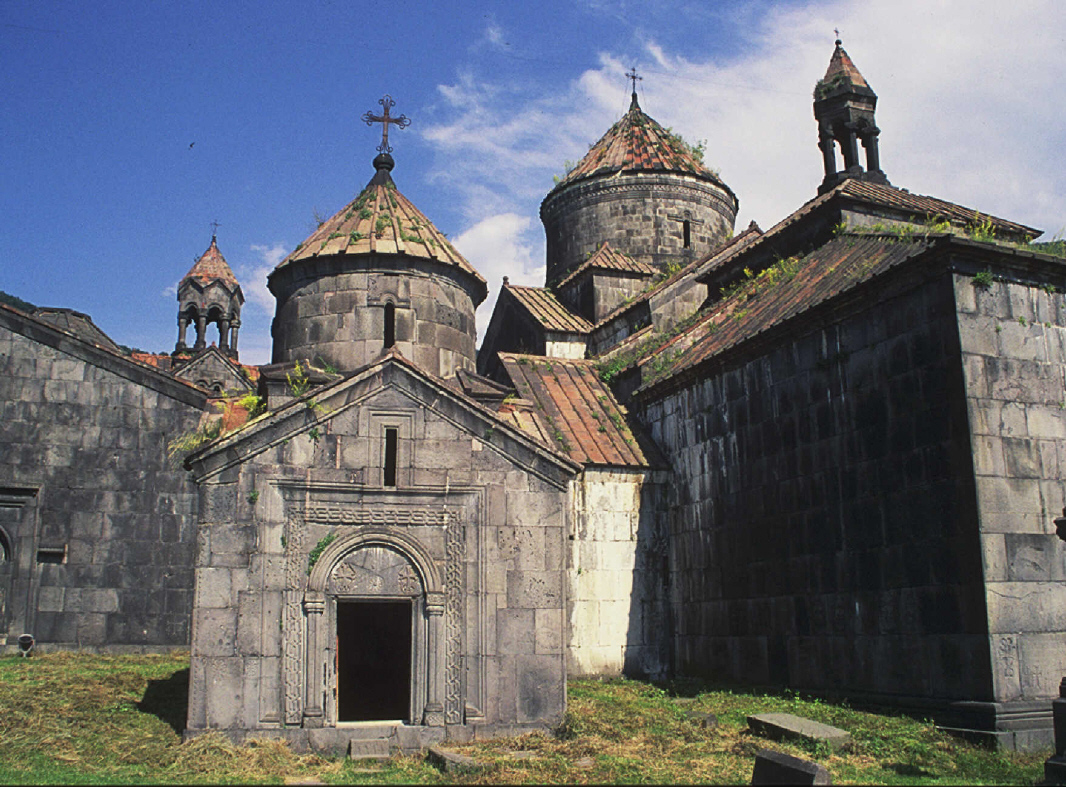
L'església de la Mare de Déu. Al fons, l'església Surb Nshan

Situada al nord de Surb Nshan. Es tracta d'un petit edifici, isolat, que tampoc té gavit. Exteriorment és rectangular i cruciforme a l'interior. Té una cúpula sobre tambor, rematada per una coberta cònica, similar a la de Surb Nshan. Fou bastida per Khathoun, filla del príncep Hassan Tesoumian, en el segle xiii.

## Altres dependències

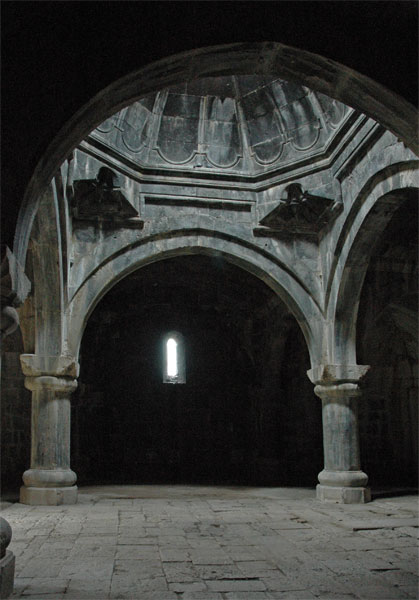
L'Hamazasp

Hi ha també un gran edifici conegut com a Hamazasp, que porta el nom d'un abat del monestir. Bastit el 1257, amb una reduïda capella annexa. Es tracta d'un ampli espai quadrat, amb quatre columnes enllaçades amb arcs, sobre el qual s'aixeca una cúpula amb llanterna.
Té un magnífic campanar isolat, del 1245, de tres plantes, es va aprofitar la part baixa per a fer-hi una capella.
La biblioteca de Hakhpat, com la de Sanahín, demostren l'alt grau de desenvolupament de l'arquitectura armènia. Es va bastir inicialment a mitjan segle xi i tenia una coberta de fusta suportada per pilars. La coberta actual, de pedra, va ser aixecada entre el 1258 i 1262. És de planta quadrada amb dues parelles d'arcs sobre columnes adossades als murs perimetrals, dues a cada costat.
El refetor és un dels monuments civils més interessants del país. És de mitjan segle xiii. Té dues naus quadrades separades per columnes, amb llanternes que l'il·luminen.
Hi ha també una bona sèrie de khachkars del segle xi a XIII: el més conegut és l'Amenaprkich.
El lloc ha patit diversos episodis de destrucció. Al voltant de 1130 fou afectat per un terratrèmol, més endavant per episodis bèl·lics, i altre cop per un terratrèmol, el 1988. Tot i això, val a dir que no ha patit grans alteracions.

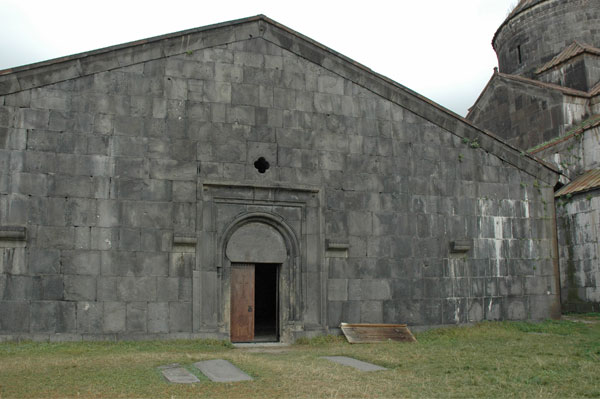
Façana de l'Hamazasp
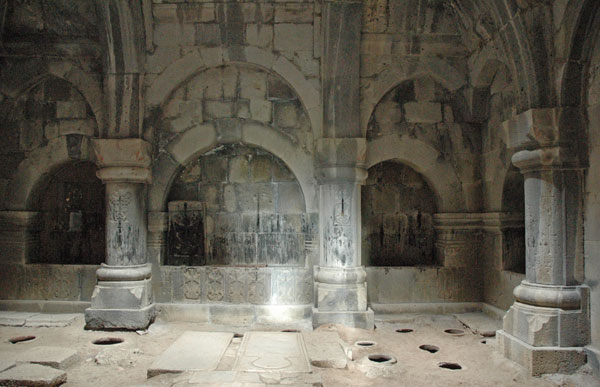
Biblioteca
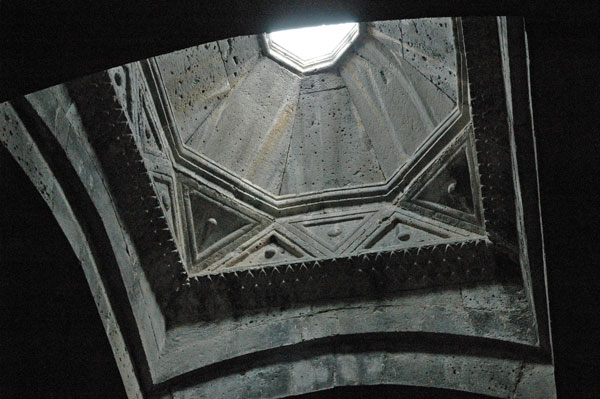
Llanterna de la biblioteca
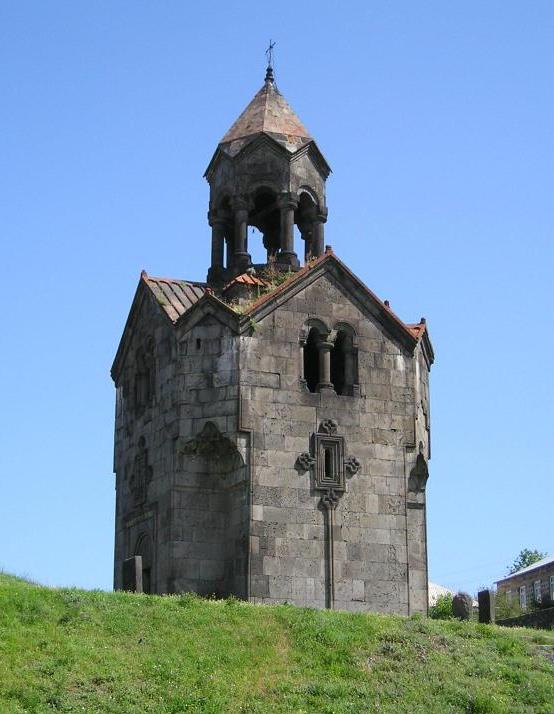
El campanar

El cineasta armeni Sergei Parajanov va filmar escenes de la seva pel·lícula El color de la magrana en el monestir.